# Combat des Horaces et des Curiaces

Le Serment des Horaces par Jacques-Louis David (1785), musée du Louvre.

Les trois Horaces et les trois Curiaces sont des héros qui, d'après la tradition rapportée par Tite-Live dans le livre I de son œuvre Ab Urbe condita libri, se seraient battus en duel pendant la guerre entre Rome et Albe-la-Longue, durant le règne de Tullus Hostilius (selon la tradition, troisième roi de Rome entre 673 et 641 avant Jésus-Christ).

## Histoire
Les deux villes décidèrent d'un commun accord de régler leur conflit en désignant trois champions de chaque côté. Tite-Live considère, sans en être certain, que les Horaces étaient les champions de Rome et les Curiaces ceux d'Albe. D'après la tradition ancienne, les Albains furent tous les trois blessés rapidement et deux des Romains tués. L'Horace survivant, Publius Horatius, simula la fuite, poursuivi par les Curiaces blessés. Mais ceux-ci ne le rattrapèrent pas en même temps, ce qui permit à l'Horace de les tuer l'un après l'autre. À son retour à Rome, il tua sa propre sœur Camille qui pleurait son fiancé, un des trois Curiaces, car, selon lui, « qu'ainsi périsse toute Romaine pleurant un ennemi ». Condamné à mort, il fut acquitté devant l'assemblée du Peuple mais dut passer sous le joug, symbole de la soumission à la loi romaine, et son père offrir des sacrifices. La gens Horatia conservera le souvenir de cet évènement remarquable par une tradition de cérémonies purificatrices.

## Le récit traditionnel

### Le combat des Horaces et des Curiaces
Sous le règne de Tullus Hostilius, une guerre meurtrière éclata entre les habitants d'Albe et ceux de Rome. Pour mettre fin à ce conflit, les chefs des deux peuples conclurent un accord : trois frères défendraient chaque camp, les Horaces pour Rome et les Curiaces pour Albe. Tite-Live raconte :
« Dès le premier choc, les cliquetis des armes firent passer un grand frisson dans l'assistance ; tous en perdaient la voix, et le souffle. Mais au cœur de la mêlée, les trois Albains furent blessés, tandis que deux Romains tombaient, mourant l'un sur l'autre. Leur chute fit pousser des cris de joie à l'armée albaine ; les légions romaines tremblaient pour leur unique champion, que les trois Curiaces avaient entouré. Par bonheur, il était indemne, trop faible, à lui seul, il est vrai, pour tous ses adversaires réunis, mais redoutable pour chacun pris à part. Afin de les combattre séparément, il prit la fuite, en se disant que chaque blessé le poursuivrait dans la mesure de ses forces.

Il était déjà à une certaine distance du champ de bataille quand il tourna la tête et vit ses poursuivants très espacés. Le premier n'était pas loin : d'un bond, il revint sur lui. Le Horace avait déjà tué son adversaire et, vainqueur, marchait vers le second combat. Poussant des acclamations, les Romains encouragent leur champion : lui, sans donner au dernier Curiace, qui n'était pourtant pas loin, le temps d'arriver, tue l'autre. Maintenant la lutte était égale, survivant contre survivant ; mais ils n'avaient ni le même moral, ni la même force. L'un, deux fois vainqueur, marchait fièrement à son troisième combat ; l'autre s'y traînait, épuisé. Ce ne fut pas un combat : c'est à peine si l'Albain pouvait porter ses armes ; le Horace lui plonge son épée dans la gorge, l'abat, et le dépouille. »

### De retour du combat
« Horace, chargé de son triple trophée, marchait à la tête des Romains.

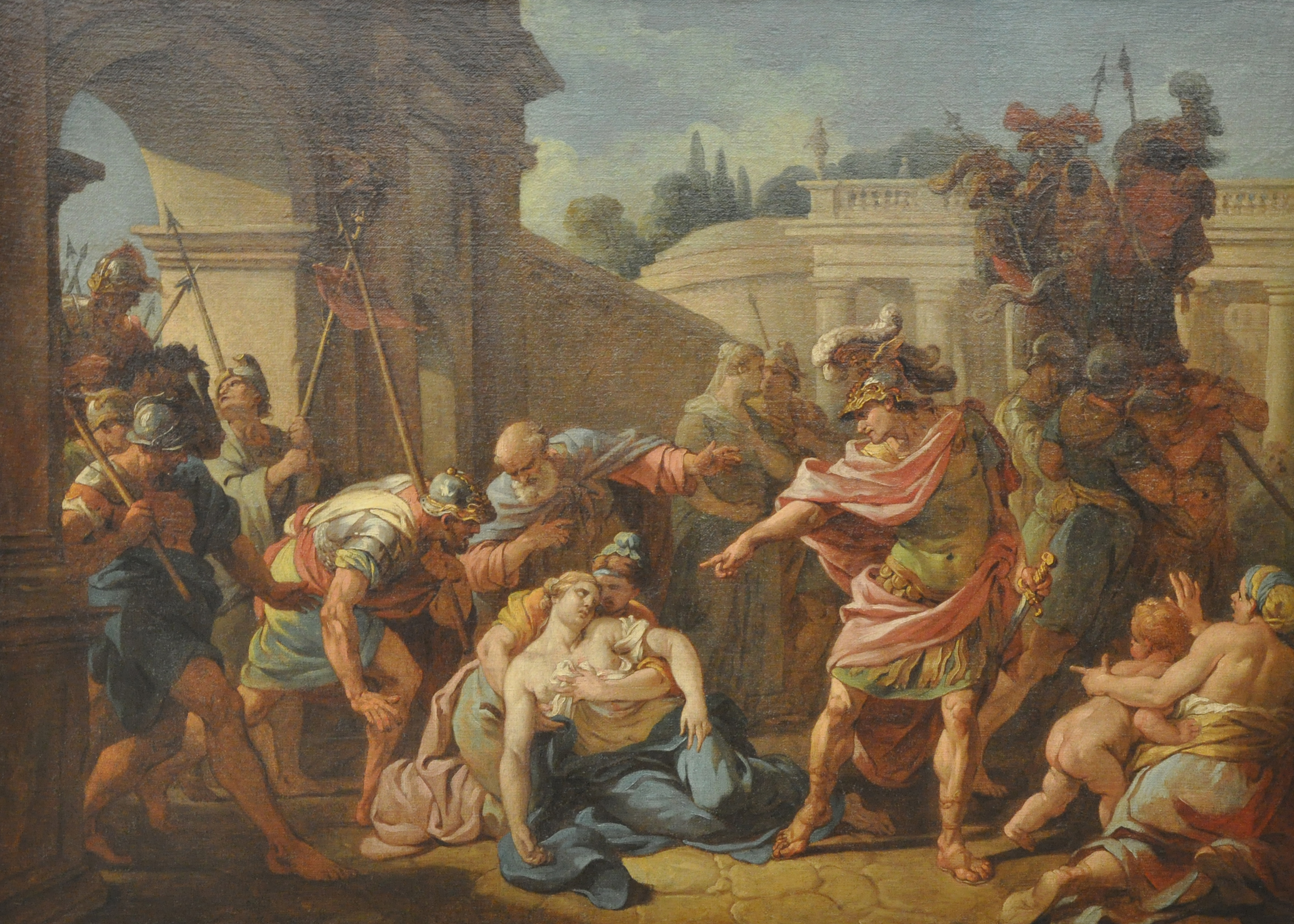
Horace venant de frapper sa sœur, par Jean-François Lagrenée (début des années 1750).

Sa sœur, qui était fiancée à l'un des Curiaces, se trouva sur son passage près de la porte Capène ; elle a reconnu sur les épaules de son frère la cotte d'armes de son amant, qu'elle-même avait tissée de ses mains. Alors, s'arrachant les cheveux, elle redemanda son fiancé et l'appela d'une voix étouffée par les sanglots. Indigné de voir les larmes d'une sœur insulter son triomphe et troubler la joie de Rome, Horace tira son épée, et en perça la jeune fille en l'accablant d'imprécations : "Va, lui dit-il, avec ton fol amour, rejoindre ton fiancé, toi qui oublies tes frères morts, celui qui te reste et ta patrie. Que périsse ainsi toute Romaine qui osera pleurer la mort d'un ennemi". »
Horace fut condamné à mort en raison de ce crime, mais il fit appel à l'assemblée du peuple. Son père plaida pour lui devant l'assemblée et fit valoir qu'il venait de perdre trois enfants, suppliant les Romains de ne pas le priver du dernier. Horace fut acquitté ; des rites de purification furent prescrits ; son père et lui durent « expier » (expiatio) le crime, le premier en offrant des sacrifices, qui devinrent traditionnels dans la gens Horatia, le second en passant sous le joug du Tigillum Sororium (le « poteau de la sœur »).

## Interprétations
Selon l'historien Georges Dumézil, le récit de la confrontation des Horaces et des Curiaces peut être comparé au récit du combat qui oppose Indra à Tvarstr dans la mythologie védique indienne. Ainsi, on pourrait faire une association entre Tullus Hostilus et Indra, représentant la fonction guerrière, l'un nommant trois champions, les Horaces, l'autre aidé de trois héros, les Aptya. Les deux terrassent ainsi un adversaire divisé en trois, à savoir la fratrie Curiace et le Tricéphale fils de Tvastr. En rapprochant ces deux mythes, on peut faire l'hypothèse d'une source indo-européenne commune, mettant en scène la fonction guerrière.

## Postérité

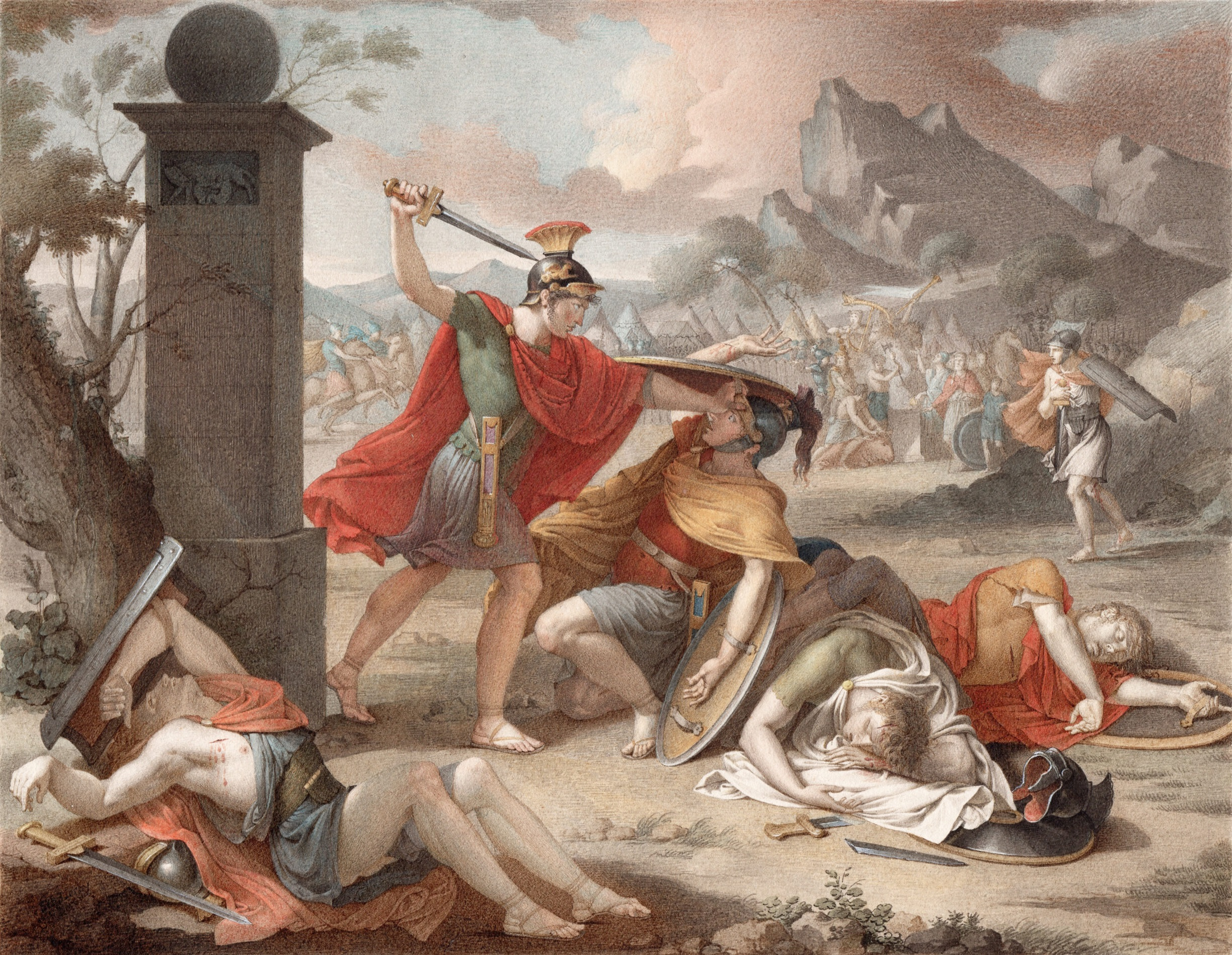
Le Combat des Horaces et des Curiaces, Denis-Sébastien Leroy (1798).

Ce combat a été représenté de diverses façons dans la culture :

### Peinture
- Les Horaces et les Curiaces, de Giuseppe Cesari (1612-1613)
- Horace tuant sa sœur après la défaite des Curiaces, de Francesco de Mura (vers 1760)
- Le Serment des Horaces, de Jacques-Louis David (1785)
- Le Combat des Horaces et des Curiaces, de Denis-Sébastien Leroy (1798)

### Spectacle
- Horace, tragédie de Pierre Corneille (1640)
- Les Horaces et les Curiaces, ballet de Jean-Georges Noverre, musique de Josef Starzer (1774)
- Les Horaces (it), tragédie lyrique de Antonio Salieri (1786)
- Gli Orazi e i Curiazi (it), opéra en 3 actes de Domenico Cimarosa, livret d'Antonio Simone Sografi (it) (1797)
- Orazi e Curiazi, opéra en 3 actes de Saverio Mercadante, livret de Salvatore Cammarano (1846)
- Scène d'Horace, opus 10, pour soprano, baryton et piano de Camille Saint-Saëns (1860 date de composition, 1861 date de publication), d'après Corneille
- Les Horaces et les Curiaces, pièce de Bertolt Brecht (1934)
- Les Horaces, musique de scène de André Jolivet (1947)

### Cinéma
- Les Horaces et les Curiaces (Orazi e Curiazi), de Ferdinando Baldi et Terence Young (1961)
- Horace 62, de André Versini, avec Charles Aznavour et Raymond Pellegrin (1962)